# Колесниково (Калузька область)
Колесниково (рос. Колесниково) — присілок в Жуковському районі Калузької області Російської Федерації.
Населення становить 23 особи. Входить до складу муніципального утворення Присілок Верхов'я.

## Історія
Від 2004 року входить до складу муніципального утворення Присілок Верхов'я

## Населення
| 2002 | 2010 |
| ---- | ---- |
| 24   | ↘23  |